# Ветернишка клисура
Ветернишката клисура или само Клисура (на сръбски: Клисура, Klisura) се нарича тясната, наподобяваща клисура долина по средното течение на река Ветерница, десен приток на река Южна Морава в Южна Сърбия.
Областта е поделена административно между Пчински и Ябланишки окръзи. Обхваща долината и водосборния басейн на реката в този и участък.

## География

### Географско положение и граници
Стеснението по поречието на Ветерница, наричано Клисура, започва при рида Витановица на юг и завършва при възвишенията Умац (от ляво) и Чапляк (от дясно) на север.
Областта обхваща най-северната част на Община Враня и най-южната на Град Лесковац. В исторически план спада към Лесковашко.
На юг от Клисура е разположена котловината Поляница, като границата между двете области върви по билото на ридовете Витановица, Остроглавски и Равноделски. От изток на запад границата започва от планината Лисац (част от Кукавица), върви по билото на рида Витановица, достига десния бряг на Ветерница, пресича реката и тръгва по билото на Остроглавския рид, първоначално в посока запад. Малко след село Остра Глава границата свива в посока юг-югозапад, като при изворите на Остроглавската река тя отново поема в западна посока по билото на Равноделския рид и достига границата с Косово и Копиляшко-оруглишкия рид, който е западна граница на Клисура.
Западна граница е вододела между Ветерница и Липовашката река. От юг на север тя върви по билото на Копиляшко-Оруглишкия рид, като достига до възвишението Умац, североизточно от село Вина.
Източната граница върви по вододела на реките Студенска и Вучянка, десни притоци на Ветерница, в западния дял на планината Кукавица, вододел между Ветерница и Южна Морава. От юг на север границата тръгва от Лисац, върви в северна посока и при изворите на река Вучянка свива на северозапад, в посока село Калуджерце, като се движи по билото на рида разделящ реките Студенска и Вучянка. При Калуджерце границата свива на север и достига възвишението Чапляк.
На север Клисура граничи с Лесковашката котловина, там където Ветерница изтича между възвишенията Умац (447 м.) и Чапляк и се разлива в полето в посока на североизток към Лесковац.

### Природни условия

#### Релеф
Ветернишката клисура представлява тясна долина.
Стеснението на долината между селата Лалинце и Гагинце я разделя на северна и южна част.

## Селищна мрежа
В областта на Ветернишката клисура се намират селата Тумба, Студена, Лалинце, Равни Дел, Оруглица (част), Гагинце, Баре, Калуджерце, Църцавац, Мийовце, Остра Глава, Дупелево и Вина.